# Shortcuts från Sandrews
Shortcuts från Sandrews är en svensk klippfilm från 1999, regisserad av Leif Furhammar. Den premiärvisades den 30 januari 1999 på Göteborg Film Festival.
Filmen är en kavalkad ur Sandrews filmproduktion från sju decennier, från 1939 fram till 1997. Med filmer så som: När mörkret faller (1960), Barnen från Frostmofjället (1945), Hugo och Josefin (1967), Swing it, magistern! (1940), Kärlek och störtlopp (1946), Tic Tac (1997), Gårdarna runt sjön (1957), Fröken Julie (1951), Sjösalavår (1949) och Hip hip hurra! (1987).